# Adriaen Pauw (1622–1697)

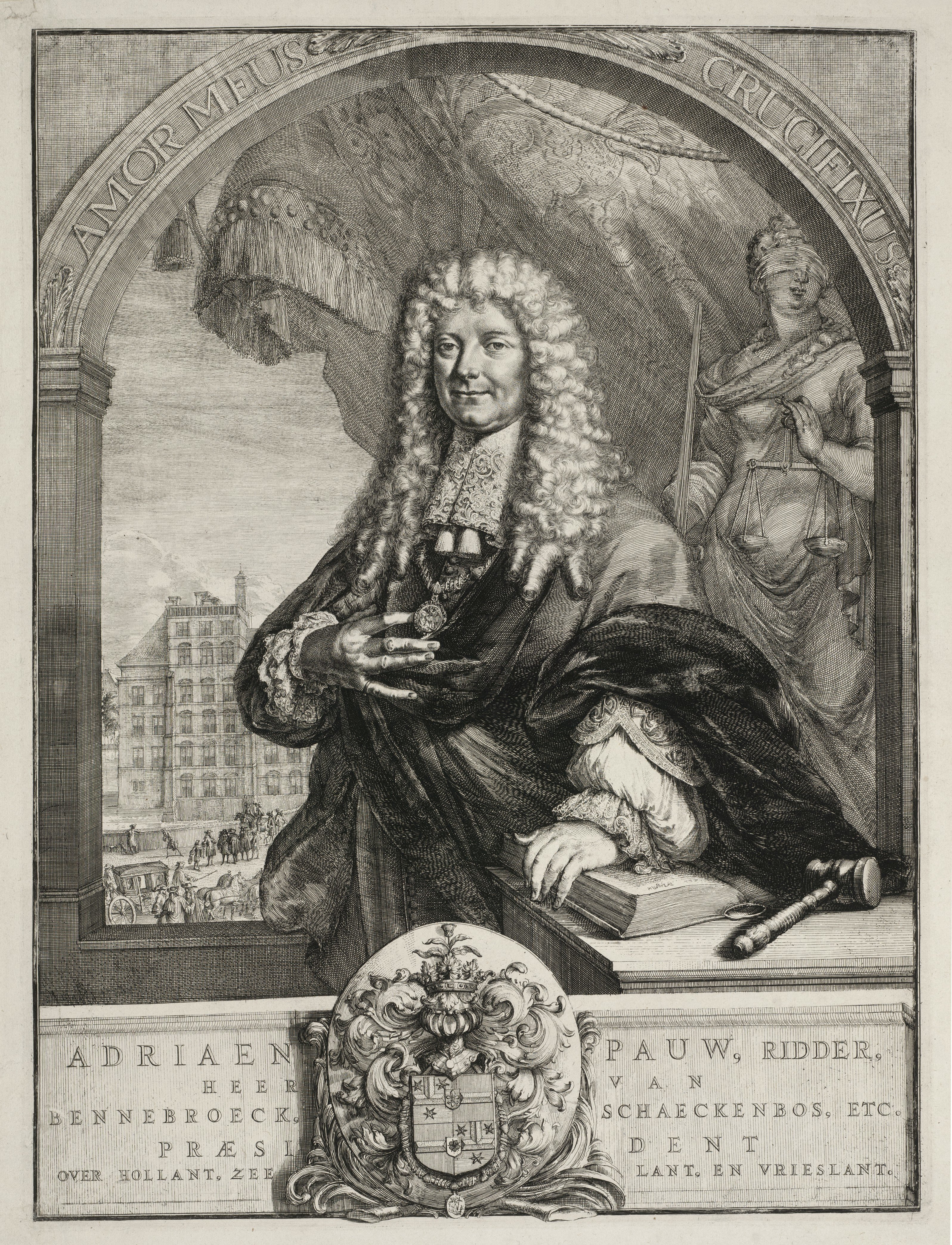
Adriaen Pauw

Ritter Adriaen Pauw (getauft am 24. März 1622 in Amsterdam; † 12. Januar 1697 in Den Haag) war ein holländischer Advokat und Präsident des Gerichtshofes Hof van Holland und leitete als dieser den Strafprozess gegen Cornelis de Witt. Pauw war Ritter von St. Michiel sowie Heer von Heemstede, Bennebroek, Rietwijk und Rietwijkeroord.

## Lebenslauf

### Familie Pauw

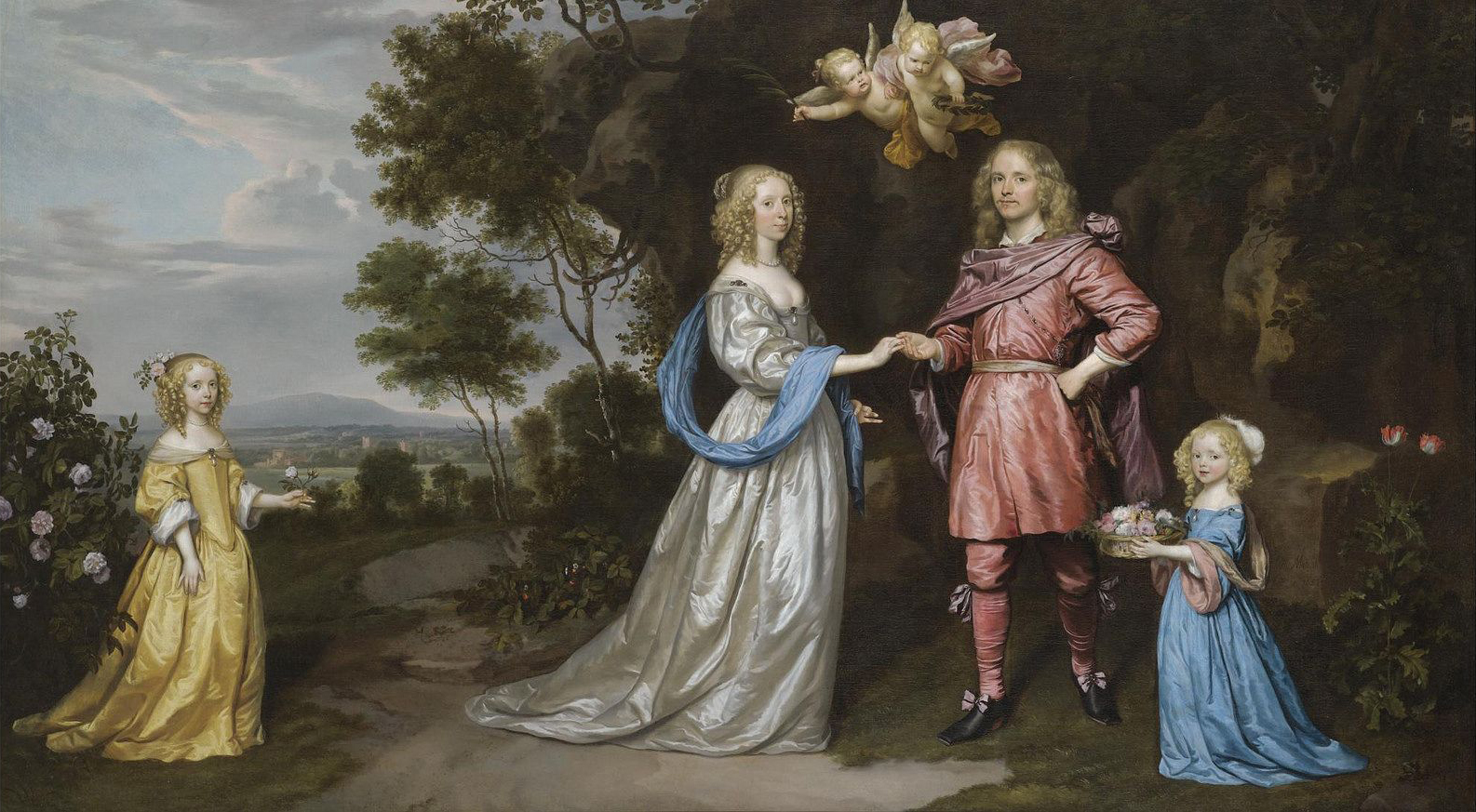
Die Familie des Adriaan Pauw. Adriaan Pauw (1622–1697) und Cornelia Pauw (1626–1692) mit zwei ihrer Töchter (rechts Anna Christina Pauw van Bennebroek, 1649–1719)

Adriaen Pauw gehörte dem ursprünglich aus Gouda entstammenden Patriziergeschlecht der Pauw, welches sich im Laufe des Goldenen Zeitalters auf seiner politischen Hochblüte befand, an. Seine Eltern waren der bedeutende holländische Politiker und Ratspensionär Adriaan Pauw und dessen zweiten Ehefrau Anna van Ruytenburch gewesen. Einer von Pauws Onkeln war Michiel Pauw, dem Begründer und „Landesherr“ einer eigenen Kolonie an der nordamerikanischen Ostküste, welche er Pavonia benannte. Im Jahre 1644 verheiratete sich Adriaen Pauw mit seiner Cousine Cornelia Pauw (1626–1692) – einer Tochter des Reinier Pauw und der Clara Alewijn; jener Reinier war ein Sohn des bedeutenden Amsterdamer Regenten Reinier Pauw, dem Großvater des Adriaen Pauw gewesen. Aus dieser Ehe entsprangen sechs Kinder, von denen nur eine, Anna Christina Pauw van Bennebroek, verheiratet war.

### Karriere

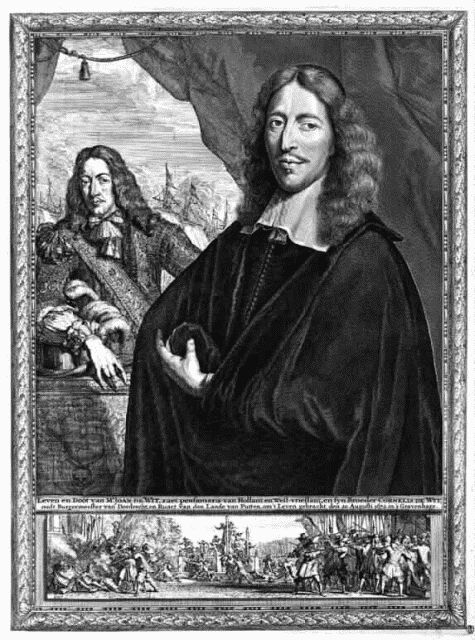
Die Ermordung der Gebrüder De Witt im Rampjaar 1672

Pauw studierte an der Universität Leiden Philosophie und hernach in den Rechten. Im Jahre 1652 wurde er als Ratsherr am Hof van Holland angestellt. Im Jahre 1670 erfolgte seine Ernennung zum Präsidenten des holländischen Gerichtshofes. Im selben Jahr wurde er zum Hoofdingeland (höchster Rang in der Deichverwaltung) des Delflandes bestellt.
Kurz nach seiner Bestellung kam es im Rampjaar 1672 zum Prozess zwischen Willem Tichelaar und Cornelis de Witt. De Witt wurde von Tichelaar der versuchten Ermordung an dem oranischen Fürsten Wilhelm III. angeklagt. Am 20. August wurde De Witt zwar freigesprochen, aber aller Staatsämter entledigt. Als ihm sein, als holländischer Ratspensionär abgesetzter, Bruder Johan de Witt aus dem Gefängnis abholen wollte, wurden die beiden von einer gegen die De Witts aufgebrachten Volksmenge gelyncht.

### Diverses

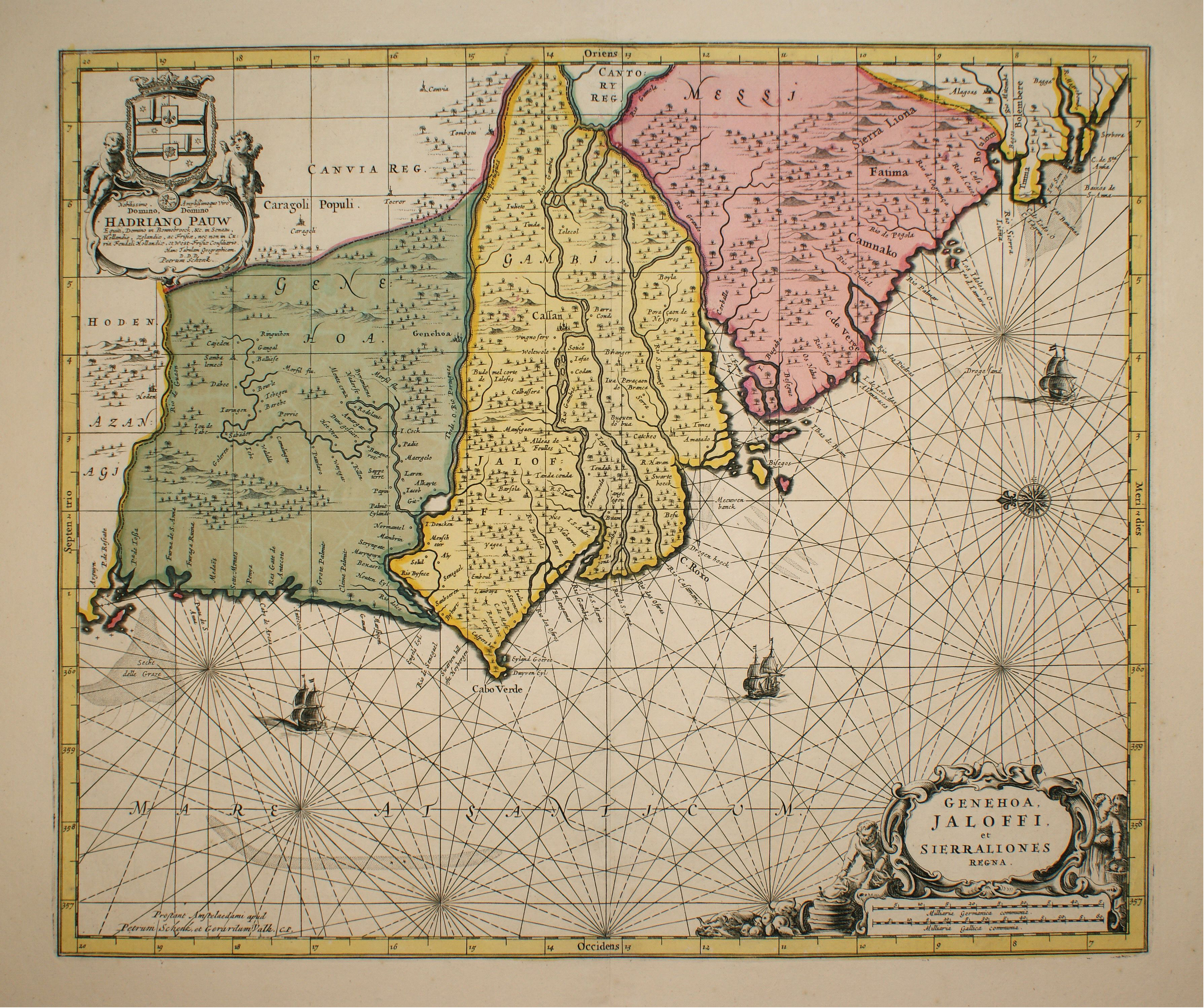
Das Westafrikanische Senegambia (17. Jahrhundert), Guinea-Bissau, Guinea und Sierra Leone um 1670 mit der Sklaveninsel Goeree
heruitgegeven door P Schenk & G Valk

Adriaan Pauw bewohnte in Den Haag ein prächtiges Stadthaus an der dortigen Herengracht, welches er „het huis van den heer van Bennebroek“ (das Haus des Herren von Bennebroek) nannte. In Bennebroek bewohnte er das Haus Duinwijk und gründete mit anderen Familienmitgliedern zwischen den Jahren 1658/60 die Kirche von Bennebroek.
Auch galt Adriaan Pauw als Schirmherr der Künste und Wissenschaften. P. Schenck widmete ihm eine Landkarte von Guinea, Jaloffe und Sierra Leone; Jacobus Gronovius im Jahre 1689 die Ausgabe von Cebes' Tafreel und der Haagsche Prediger G.A. Saldenus sein Buch De Libris varioque eorum usu et abusu (Amsterdam 1688).
Sein durch J. Mijtens im Jahre 1654 erschaffenes Porträt mit seiner Ehefrau und drei Töchtern befindet sich noch heute in Pauwschen Familienbesitz.

## Quelle
- Nieuw Nederlandsch biografisch woordenboek. Deel 9

| Personendaten    | Personendaten |
| ---------------- | --- |
| NAME             | Pauw, Adriaen |
| ALTERNATIVNAMEN  | Pauw, Adriaen Ritter (vollständiger Name)                                                                              |
| KURZBESCHREIBUNG | holländischer Advokat und Präsident des Gerichtshofes Hof van Holland; leitete den Strafprozess gegen Cornelis de Witt |
| GEBURTSDATUM     | getauft 24. März 1622                                                                                                  |
| GEBURTSORT       | Amsterdam |
| STERBEDATUM      | 12. Januar 1697 |
| STERBEORT        | Den Haag |